# Азрај
Азрај (фр. Azerailles) насеље је и општина у североисточној Француској у региону Лорена, у департману Мерт и Мозел која припада префектури Линевил.
По подацима из 2011. године у општини је живело 840 становника, а густина насељености је износила 60,0 становника/km². Општина се простире на површини од 14 km². Налази се на средњој надморској висини од 267 метара (максималној 339 m, а минималној 249 m).

## Демографија
| 1962. | 1968. | 1975. | 1982. | 1990. | 1999. | 2011. |
| ----- | ----- | ----- | ----- | ----- | ----- | ----- |
| 832   | 846   | 844   | 798   | 792   | 819   | 840   |

График промене броја становника у току последњих година